# Frauenarzt Dr. Prätorius
Frauenarzt Dr. Prätorius ist die erste Verfilmung des Bühnenstückes Dr. med. Hiob Prätorius von Curt Goetz, der selbst das Drehbuch schrieb und den Film gemeinsam mit Karl Peter Gillmann inszenierte. Die Uraufführung fand am 15. Januar 1950 in München statt. Die Produktion war seine erste Arbeit nach der Rückkehr aus Kalifornien, wo er mit seiner Ehefrau Valérie von Martens während der Zeit des Nationalsozialismus geblieben war. Das Ehepaar Goetz/von Martens übernahm darüber hinaus auch die beiden Hauptrollen.

## Handlung
Der Arzt erfreut sich aufgrund seiner Güte und Menschenfreundlichkeit bei den Patienten, im Ärztekollegium und bei der Studentenschaft gleichermaßen einer großen Beliebtheit. Lediglich sein Kollege Prof. Speiter missgönnt ihm den Erfolg.
Als seine Patientin Maria Violetta wegen einer außerehelichen Schwangerschaft Selbstmord begehen will, nimmt sich Prätorius der jungen Frau an. Als er ihren Vater behutsam auf die Neuigkeiten vorbereiten will, hält dieser Prätorius für einen mehr als willkommenen Verehrer seiner Tochter. Da sich zwischen dem Arzt und seiner Patientin eine tiefe Zuneigung entwickelt hat, heiraten die beiden schließlich. Das private Glück der beiden schürt den Neid von Prof. Speiter. Durch Prätorius’ mysteriöses Faktotum Shunderson glaubt er schließlich, dunkle Punkte aus der Vergangenheit des Mediziners aufdecken zu können. Doch Prätorius gelingt es vor einem Ehrengericht, mit Witz und erstaunlichen Enthüllungen alle Vorwürfe zu entkräften.
In der Inszenierung von Goetz werden besonders tragikomische und melancholische Momente des Stückes betont. Dabei werden sowohl humanistische Werte betont als auch die Problematik von Abtreibung und Todesstrafe kritisch betrachtet. Zudem bemüht sich Prätorius ebenso beständig wie vergeblich um die Erforschung der Mikrobe der menschlichen Dummheit, die er für die Ursache von Neid, Hass und Krieg hält.

## Produktionsnotizen
Der Film wurde im Filmatelier Göttingen produziert. Die Außenaufnahmen entstanden in Göttingen und Umgebung. Die Bauten stammten von Walter Haag, für den Ton war Erich Leistner zuständig, die Musik stammt von Franz Grothe.

## Trivia
- In einer ungenannten Kleinstrolle ohne Dialog ist als Verkäufer der damals noch unbekannte Horst Tappert zu sehen.

## Kritiken
- Lexikon des internationalen Films: „Altmodische, aber menschlich sympathische Filmkomödie mit geistreichen Dialogen, die Curt Goetz nach seinem eigenen Bühnenstück in Szene setzte.“[2]
- „Zuweilen moralische Verharmlosungen, doch überwiegend erfreuliche, humanistische Tendenzen.“ – 6000 Filme. Kritische Notizen aus den Kinojahren 1945 bis 1958. Handbuch V der katholischen Filmkritik, 3. Auflage, Verlag Haus Altenberg, Düsseldorf 1963, S. 127
- Die Filmbewertungsstelle Wiesbaden verlieh der Produktion das Prädikat wertvoll.

## Auszeichnungen
Die Stadt Hamburg verlieh dem Film das Prädikat künstlerisch wertvoll.

## Nachwirkung
Ein Jahr nach Curt Goetz inszenierte Joseph L. Mankiewicz für den anglo-amerikanischen Raum eine weitere Verfilmung des Stückes, für die er selbst das Drehbuch verfasste. Im Film People Will Talk spielte Cary Grant den Frauenarzt Dr. Noah Prätorius, Jeanne Crain seine spätere Ehefrau Deborah, Hume Cronyn den missgünstigen Prof. Elwell und Finlay Currie das Faktotum Shunderson.
1965 drehte Kurt Hoffmann eine Neuverfilmung unter dem Titel Dr. med. Hiob Prätorius mit Heinz Rühmann und Liselotte Pulver in den Hauptrollen.